# NGC 6868
NGC 6868 este o galaxie situată în constelația Telescopul. A fost descoperită în 7 iulie 1834 de către John Herschel. Se află la o distanță de 28,18 de megaparseci de Pământ.